# Linnet/Salomonsen
Linnet/Salomonsen er et album af de to danske sangerinder Anne Linnet og Sanne Salomonsen. Albummet udkom i 1984 på CBS, og indeholder musikken fra musicalen Berlin '84, som Salomonsen medvirkede i med sangen "Misbrugt og forladt". Albummet blev skabt omkring samme tid som Linnets band Marquis de Sade, og deler lignende musikalske temaer.
Linnet/Salomonsen er baseret på Toula og Barbarella der arbejdede i et red-light district, og albummet vedrører Linnets feministiske tanker om emner ligesom LGBT-sletning og mandlige privilegier. Linnet optrådte i forestillingen som Barbarella og Salomonsen som Toula, den 23. februar 1984 i Bellevue Teatret.

## Spor
Alle sange er skrevet og komponeret af Anne Linnet.
| 1. | "Gadepiger"           | 4:03 |
| 2. | "Misbrugt og forladt" | 5:17 |
| 3. | "Klovnen"             | 5:04 |
| 4. | "Pige indeni"         | 4:04 |

| 1. | "Neondans"               | 5:25 |
| 2. | "Lever nok endnu en dag" | 7:08 |
| 3. | "I morgen"               | 5:04 |